# Чао Ман Хоу
Чао Ман Хоу (кин: 周文顥, романизовано Chao Man Hou; Макао, 21. фебруар 1996) макаоски кинески је пливач чија специјалност су трке прсним стилом у појединачној и слободним стилом у штафетној конкуренцији. Вишеструки је национални првак и рекордер, учесник светских првенстава и Азијских игара, и носилац заставе Макаоа на церемонији отварања Азијских игара 2014. у Инчону.

## Спортска каријера
Деби на међународним такмичењима је имао на Азијском првенству 2012. у Дубаију, а у децембру исте године по први пут је наступио и на светском првенству у малим базенима у Истанбулу. Године 2014. носио је заставу Макао на церемонији отварања Азијских игара у Инчону, а такмичио се и на Азијским играма у Џакарти 2018. где је заузео 6. и 7. место у финалним тркама на 50 и 200 прсно, што су уједно и његови најбољи резултати у каријери.
На светским првенствима у великим базенима је дебитовао у руском Казању 2015, а такмичио се и на првенствима Будимпешти 2017. и Квангџуу 2019. године.